# Persecución de los judíos durante la primera cruzada

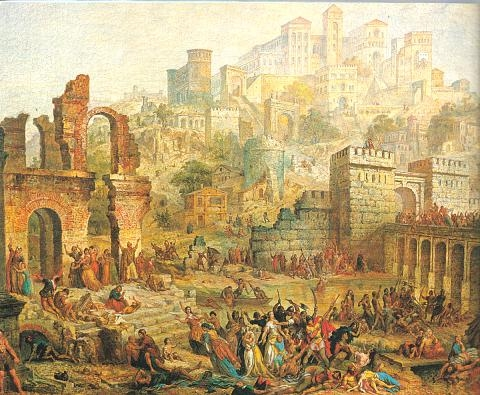
Masacre del pueblo judío en Metz (Sacro Imperio Romano Germánico) durante la Primera Cruzada.

La llamada a la primera cruzada desencadenó una serie de persecuciones contra los judíos en los que grupos de cruzados procedentes de Francia y Alemania pertenecientes a las clases sociales más bajas (campesinos en su mayoría) atacaron a las comunidades judías asentadas en Europa.

## Trasfondo
La convocatoria y la subsiguiente predicación de la primera cruzada inspiró un creciente antisemitismo entre las poblaciones cristianas europeas. En algunas partes de Francia y Alemania, los judíos eran percibidos como enemigos equivalentes a los musulmanes. Además, sobre la base de afirmaciones de los Evangelios, se les hacía responsables por la crucifixión de Cristo y eran mucho más visibles para la población que los distantes musulmanes. La predicación de la primera cruzada hizo que muchos cristianos se preguntaran por qué debían viajar cientos de kilómetros para luchar contra los no creyentes, si ya tenían grupos de ellos viviendo cerca de sus hogares. También es posible que los cruzados se vieran motivados por su necesidad de dinero. Las comunidades judías de Renania eran relativamente ricas, en parte debido a su aislamiento y en parte porque, al contrario que las comunidades cristianas, podían dedicarse legalmente al negocio del préstamo de dinero.
No había ocurrido un evento de estas características que involucrara a cristianos contra judíos desde las expulsiones y conversiones obligadas de judíos del siglo VII. Sí que se habían producido algunas persecuciones de carácter regional, como la acaecida en Metz en 888, o en Limoges en 992. También se había dado una persecución en los hechos que ocurrieron en el año 1000 como consecuencia de la llegada del primer milenio, momento en que los cristianos creían que Cristo debía descender de los cielos, y una amenaza de expulsión de Tréveris en 1066. Todos estos acontecimientos se enmarcan más en cuestiones gubernamentales o de regulación, y no tanto como ataques populares deliberados.
Incluso se había dado el caso de movimientos contra los judíos, como las conversiones forzosas de Roberto II de Francia, Ricardo II de Normandía y Enrique II del Sacro Imperio Romano Germánico, que habían sido frenados por el papado o por los obispos católicos.
Sin embargo, la llamada de Urbano II a la primera cruzada supuso un nuevo capítulo en las persecuciones de los judíos, en donde las anteriores características ya no se mantuvieron.
Sigeberto de Gembloux, por ejemplo, escribió que antes de poder luchar en "una guerra por el Señor" era esencial que los judíos se convirtiesen; y que los que se resistiesen fuesen "desposeídos de sus bienes, masacrados y expulsados de las ciudades".
Los primeros brotes de violencia tuvieron lugar en Francia. Un cronista contemporáneo anónimo, que relató los eventos que acaecieron en Maguncia, escribió:

Ahí primero se levantaron los oficiales, nobles y gente común que estaban en la tierra de Francia, que formaron consejo y planearon (...) dejar el camino libre para marchar hacia Jerusalén.

Ricardo de Poitiers escribió que la persecución de los judíos se extendió en Francia al comienzo de las expediciones a Oriente. El cronista anónimo de Maguncia también escribió:

En los tiempos en que las comunidades [judías] en Francia escucharon [sobre estas cosas], temblando (...) las tomaron. Escribieron cartas y enviaron mensajeros a todas las comunidades alrededor del río Rin, para que se diesen prisa y buscasen ayuda de Él que está en lo alto, que Él podría salvarles de sus manos. Cuando la carta llegó a los santos de la tierra [del Rin], a la gente de más nombre (..) de Maguncia, respondieron a [sus hermanos] de Francia como sigue: "Las comunidades han decretado un ayuno. Hemos hecho lo que podíamos. Que el Señor nos salve y os salve de toda pena y opresión sobre vosotros. Estamos con gran temor".

En junio y julio de 1095, las comunidades judías de Renania fueron atacadas, pero no quedó registrado en las crónicas de la época quiénes fueron los grupos de cruzados que participaron en estos ataques ni quiénes fueron sus líderes.
Algunos judíos se dispersaron en dirección este, buscando escapar de la persecución.
Por entonces, la animosidad cristiana contra los judíos llegó a su punto más alto cuando miles de miembros franceses de la Cruzada de los pobres llegaron a la zona del Rin sin apenas provisiones.
Para proveerse, comenzaron a saquear los bienes y propiedades de los judíos mientras intentaban forzar su conversión al cristianismo.
Sin embargo, no todos los cruzados que se encontraban sin provisiones recurrieron al asesinato. Algunos utilizaron el sistema de la extorsión, como al parecer hizo el propio Pedro el Ermitaño. Si bien no existen fuentes de que predicase en contra de los judíos, portaba una carta de los judíos de Francia dirigida a la comunidad de Tréveris. La carta les exhortaba a entregar las provisiones que Pedro y sus hombres necesitasen. Según el cronista judío Solomon B. Simson, los judíos estaban tan aterrorizados que entregaban todo lo que les fuese requerido. No obstante, y fuese cual fuese la posición de Pedro con respecto a los judíos, sus seguidores sí que se sintieron libres de masacrarles por su propia iniciativa para apropiarse de sus posesiones.
En ocasiones los judíos sobrevivieron gracias a que fueron objeto de bautismos en masa, como el ocurrido en Ratisbona, en donde una multitud rodeó a la comunidad judía, forzándoles a entrar en el Danubio para llevar a cabo un bautismo en masa. Tras la partida de los cruzados, los judíos retornaron a la práctica del judaísmo.

## Folkmar y Gottschalk
En la primavera de 1096, un pequeño número de bandas formadas por caballeros y campesinos, inspirados por los sermones que predicaban la Cruzada, partieron desde diversos puntos de Francia y Alemania. La cruzada del cura Folkmar, que salió de Sajonia, llevó a cabo una persecución de los judíos en Magdeburgo y, más tarde, el 30 de mayo de 1096, en Bohemia. El obispo católico Cosme intentó evitar las conversiones forzosas, y la jerarquía católica de Bohemia al completo predicó en contra de esos actos. Sin embargo, el duque de Bratislava no se encontraba en el país, y las autoridades eclesiásticas fueron incapaces de detener a los cruzados.
La jerarquía de la Iglesia Católica condenó en bloque la persecución de los judíos en aquellas regiones, aunque sus protestas tuvieron poco efecto. Destacaron en esas protestas los curas parroquiales (sólo un monje, llamado Gottschalk, aparece en los relatos formando parte de los grupos de perseguidores e incitando a la turba).
El cronista Hugo de Flavigny recogió cómo fueron ignoradas las protestas de la Iglesia, escribiendo lo siguiente:

Ciertamente parece increíble que en un solo día en tantos lugares distintos, movidos al unísono por una inspiración violenta, tuvieran lugar esas masacres, a pesar de la desaprobación y su condena como contrarias a la religión. Pero sabemos que no pudieron ser evitadas, puesto que ocurrieron a pesar de la excomunión impuesta por muchos sacerdotes y la amenaza de castigo por parte de muchos príncipes.

En general, los participantes en las matanzas no temían ninguna consecuencia por sus acciones, dado que los juzgados locales no tenían jurisdicción para perseguirles más allá de su zona, ni la capacidad para identificar a individuos particulares entre la multitud. Las condenas del clero fueron ignoradas por motivos similares (no hubo excomuniones formales contra ninguna persona) y la gente creía que aquellos que predicaban en favor de la piedad a los judíos sólo lo hacían tras haber sido sobornados previamente por estos.
El monje Gottschalk dirigió una cruzada desde Renania y el ducado de Lorena hasta Hungría, atacando ocasionalmente a las comunidades judías que había en el camino. A finales de junio de 1096, su grupo de cruzados recibió la bienvenida del rey Colomán I de Hungría, pero pronto comenzaron a saquear el campo y causar desórdenes. El rey exigió que fueran desarmados y, una vez que se les privó de sus armas, los húngaros cayeron sobre ellos y "cubrieron la llanura de cuerpos y de sangre".
El cura Folkmar y sus sajones también se encontraron con un destino similar entre los húngaros cuando se dedicaron al pillaje de los pueblos de la zona porque "se había incitado a la sedición".

## El conde Emicho
Sin embargo, el grupo más grande de cruzados y el más involucrado en la matanza de judíos fue el grupo dirigido por el conde Emicho de Renania. A comienzos del verano de 1096, un ejército formado por unas 10 000 personas, incluyendo hombres, mujeres y niños, se puso en marcha a lo largo del valle del Rin en dirección al río Meno y luego al Danubio. A ese ejército se unieron grupos como el de Guillermo de Carpentes o Drogo de Nesle, junto con otros procedentes de Renania, del este de Francia, Flandes e incluso Inglaterra.
El emperador del Sacro Imperio Romano Germánico, Enrique IV, que se encontraba ausente en el sur de Italia, ordenó a los judíos que se protegieran cuando llegó a su conocimiento la cruzada de Emicho. Después de que muriesen algunos judíos en Metz en el mes de mayo de 1096, el obispo Juan de Espira les ofreció refugio. A pesar de ello, al menos 12 de los judíos a los que protegía fueron asesinados por los cruzados el 3 de mayo de 1096.
El obispo de Worms también intentó dar cobijo a los judíos, pero los cruzados irrumpieron en su palacio episcopal el 18 de mayo y mataron a los que ahí se encontraban. Al menos 800 judíos fueron masacrados en Worms tras rechazar el bautismo cristiano.
Las noticias de esta cruzada se extendieron rápidamente, y el obispo Rutardo evitó el 25 de mayo de 1096 que esta entrara en Maguncia. El obispo también intentó proteger a los judíos ocultándoles en su palacio. Emicho, por su parte, aceptó una importante cantidad de oro ofrecida por los judíos de esa ciudad con la esperanza de ganar con ello su seguridad. Sin embargo, no impidió que sus cruzados entrasen en la ciudad el 27 de mayo, con la consiguiente masacre.
Muchos ciudadanos pertenecientes a la burguesía cristiana de Maguncia tenían vínculos con los judíos y trataron de ocultarles frente a los asaltantes (al igual que había ocurrido en Praga). Estos burgueses se unieron a la milicia del obispo y del gobernador para luchar contra las primeras oleadas de cruzados. Sin embargo, no pudieron mantener esa defensa a medida que seguían llegando cada vez más cruzados.
Por otro lado, y a pesar del ejemplo de los burgueses, muchos ciudadanos ordinarios de Maguncia y de otras ciudades se unieron al frenesí salvaje de los cruzados, tomando parte en las acciones de persecución y pillaje. Maguncia fue el lugar de mayor violencia, con al menos 1100 judíos muertos.
El 29 de mayo de 1096, Emicho llegó a Colonia, ciudad de la que la mayoría de los judíos habían huido ya ante su llegada o se encontraban escondidos en casas cristianas. Ahí se reunieron otras bandas más pequeñas de cruzados, y partieron tras reunir una cantidad de dinero de cierta importancia tomada de los judíos. Emicho continuó hacia Hungría, y pronto se unieron más cruzados procedentes de Suabia. Colomán I de Hungría les negó el paso a través de Hungría, por lo que el conde Emicho y sus guerreros se lanzaron al asedio de Meseberg, en el río Leita. Colomán en principio preparó su huida al Rus de Kiev, pero la moral de los cruzados comenzó a decaer, y eso inspiró a los húngaros a luchar, logrando acabar con la turba invasora en una masacre en la que muchos murieron también ahogados en el río. El conde Emicho y algunos de los cabecillas escaparon hacia Italia o regresaron a sus hogares. Algunos supervivientes, como Guillermo de Carpenter, acabarían uniéndose a Hugo I de Vermandois y el principal contingente de caballeros cruzados.

## Posteriores ataques contra los judíos

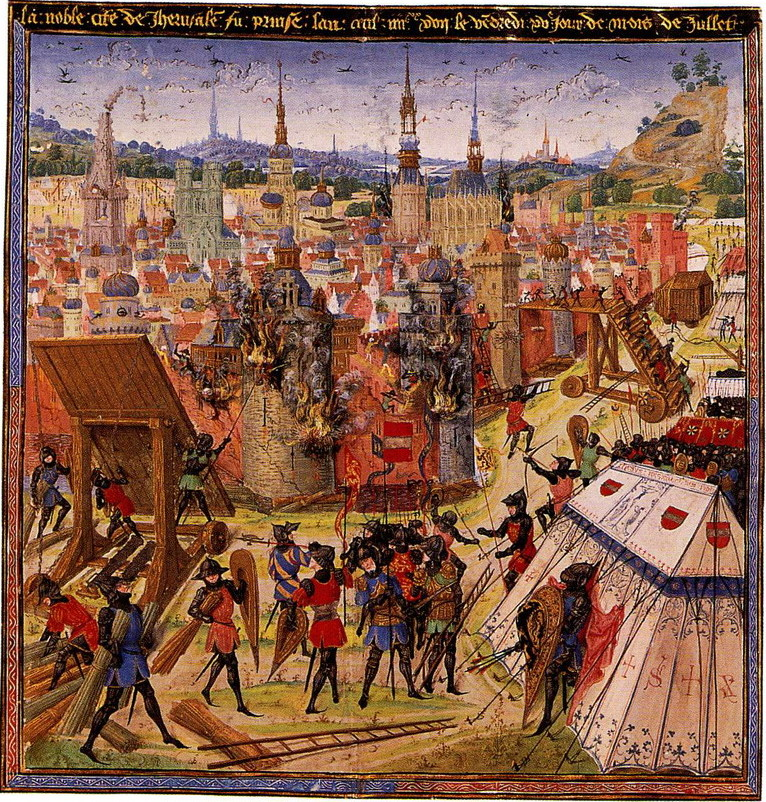
Capture of Jerusalem during the First Crusade, 1099. Unidentified late medieval (14th or 15th century?) illustration probably from Sébastien Mamerot, Les Passages d'oultre mer.

Más tarde ese mismo año (1096), Godofredo de Bouillón también obligó a los judíos de Maguncia y de Colonia a pagar un tributo, si bien en este caso no hubo ninguna matanza.
El profesor de la Universidad de San Luis, Thomas Madden, autor de A Concise History of the Crusades, afirma que los defensores judíos de Jerusalén se retiraron a su sinagoga para "prepararse para morir", una vez que los cruzados atravesaron las murallas de la ciudad en la conquista de Jerusalén de 1099.
La crónica de Ibn al-Qalanisi menciona que el edificio fue incendiado con los judíos dentro.
Supuestamente, los cruzados se encontraban en ese momento sacudiendo sus escudos mientras cantaban "¡Dios, te adoramos!" y rodeaban el complejo en llamas.
Sin embargo, una carta judía contemporánea, escrita poco después del asedio, no menciona el incendio de la sinagoga. Por otro lado, y partiendo del cisma religioso entre las dos sectas del judaísmo,
S. D. Goitein especula que ese incidente pudiera no mencionarse en la carta debido a que procede de judíos caraítas, mientras que la sinagogoa pertenecía al rito rabinista.
Tras el asedio, los judíos que fueron capturados en la Cúpula de la Roca, junto con los cristianos que eran habitantes de la ciudad, fueron encargados de la limpieza de la ciudad tras la masacre. Tancredo tomó a varios judíos como prisioneros de guerra y les deportó a Apuleia, ciudad ubicada al sur de Italia. Varios de esos judíos no llegaron a su destino porque Muchos de ellos fueron (...) arrojados al mar o decapitados por el camino".
Numerosos judíos, junto con sus libros sagrados (incluyendo el Códex Aleppo) fueron mantenidos cautivos por Raimundo de Tolosa para exigir rescate por ellos. Los judíos caraítas de la comunidad de Ascalón pagaron primero por los libros sagrados, y luego fueron rescatando pequeños grupos de judíos a lo largo de varios meses. Todos aquellos que podían ser rescatados fueron liberados para el verano de 1100. El resto, o bien fueron convertidos al cristianismo, o fueron asesinados.